# Navamojada
Navamojada es una localidad española perteneciente al municipio de Bohoyo (provincia de Ávila Castilla y León), del cual depende administrativamente (junto con el propio núcleo poblacional de Bohoyo y los anejos de Navamediana y Los Guijuelos). Situada dentro del Parque Regional de Sierra de Gredos, en las inmediaciones de Bohoyo parte la Senda de la Garganta de Bohoyo, uno de los principales senderos para acceder a la Sierra de Gredos. En 2019 tenía una población de 21 habitantes.

## Demografía
| Gráfica de evolución demográfica de Navamojada entre 2000 y 2010              |
|                                                                               |
| Población (2000-2010) según el nomenclátor de unidades poblacionales del INE. |

| Gráfica de evolución demográfica de Navamojada entre 2011 y 2023              |
|                                                                               |
| Población (2011-2023) según el nomenclátor de unidades poblacionales del INE. |